# Tredjegradsekvation

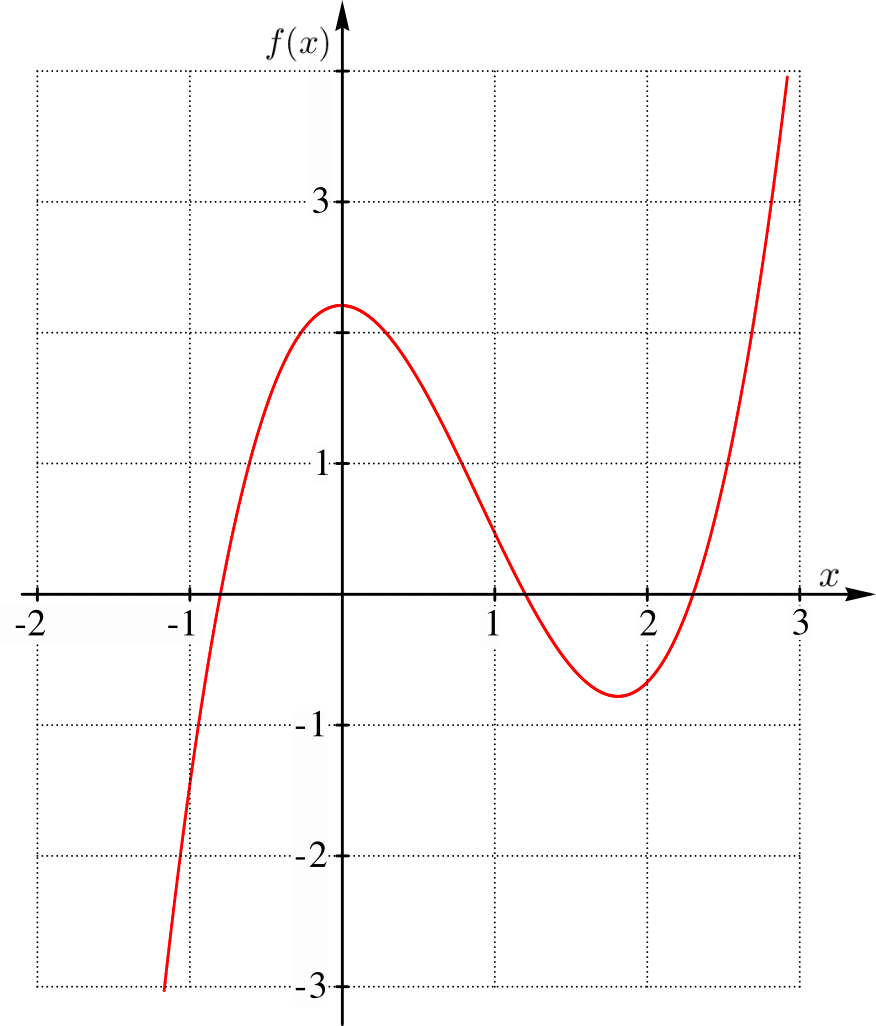
Graf över polynomfunktionen över intervallet. Funktionen har 3 reella rötter (skärningspunkterna med x-axeln)

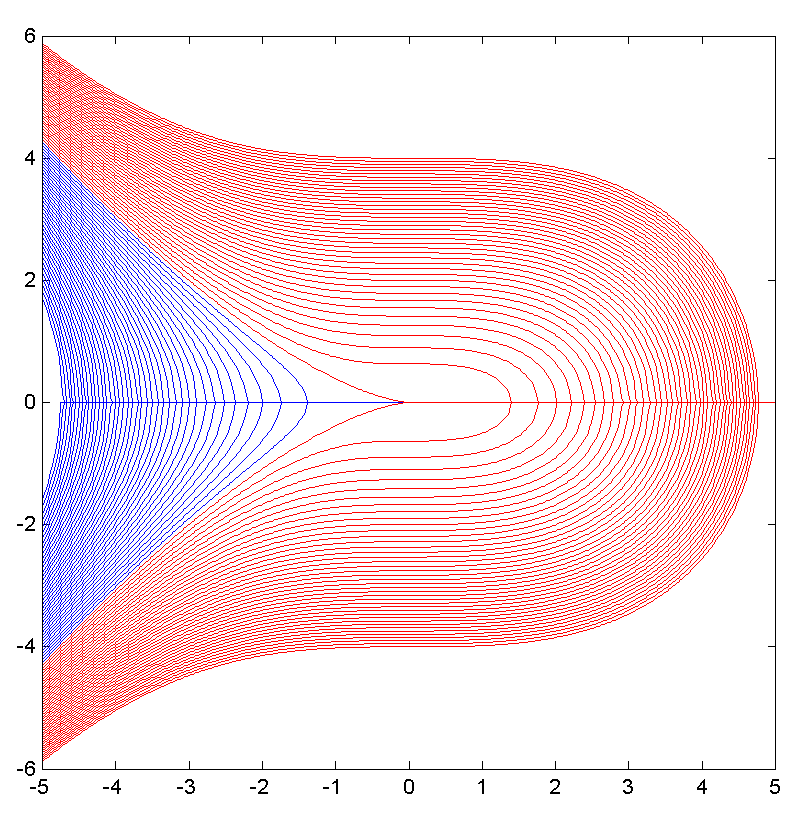
Bild som visar de talpar (p, q) för vilka diskriminanten är negativ (blå) och icke-negativ (röd). Negativa värden på D ger upphov till det intressanta fenomenet att reella tal kan representeras i termer av den imaginära enheten. Detta fenomen ledde forna tiders matematiker till upptäckten, eller konstruktionen, av det som vi idag kallar komplexa tal.

En tredjegradsekvation är en ekvation som kan skrivas på formen 
{\displaystyle \ ax^{3}+bx^{2}+cx+d=0}
(vanligen för reella koefficienter a, b, c och d). Lösningsformeln till dessa kallas Cardanos formel, efter Hieronymus Cardanus.
En tredjegradsekvation med reella koefficienter har tre lösningar, av vilka minst en (och annars alla tre) tillhör de reella talen.

## Lösning för reella koefficienter
Ekvationen kan skrivas om på formen 
{\displaystyle \ x^{3}+a_{2}x^{2}+a_{3}x+a_{4}=0\,}
Genom substitutionen
{\displaystyle x=z-{\frac {a_{2}}{3}}}
kan ekvationen reduceras till formen
{\displaystyle \ z^{3}+pz+q=0\,}
där 
{\displaystyle p=a_{3}-{\frac {a_{2}^{2}}{3}}}
och 
{\displaystyle q=a_{4}+{\frac {2a_{2}^{3}-9a_{2}a_{3}}{27}}}
Genom att bilda diskriminanten
{\displaystyle D=\left({\frac {p}{3}}\right)^{3}+\left({\frac {q}{2}}\right)^{2}}
och sedan
{\displaystyle u=\left(-{\frac {q}{2}}+{\sqrt {D}}\right)^{1/3}\quad v=\left(-{\frac {q}{2}}-{\sqrt {D}}\right)^{1/3}}
fås rötterna till den ursprungliga ekvationen som
{\displaystyle x_{1}=u+v-{\frac {a_{2}}{3}}\quad x_{2,3}=-{\frac {u+v}{2}}\pm {\frac {u-v}{2}}i{\sqrt {3}}-{\frac {a_{2}}{3}}}

## Historik
Via studierna av lösningarna till tredjegradsekvationen kom matematiker för första gången i kontakt med den imaginära enheten, i, som slarvigt kan skrivas √-1, vilket senare gav upphov till den gren inom modern matematik som kallas komplex matematisk analys.
Det visar sig att lösningsformeln ger representationer av reella tal i termer av uttryck involverande uttrycket √-1, vilket till exempel sker om man tillämpar vissa andra lösningsformler på ekvationen x3 - 15 x = 4, varvid uttrycket
{\displaystyle {\sqrt[{3}]{2+11{\sqrt {-1}}}}+{\sqrt[{3}]{2-11{\sqrt {-1}}}}}
dyker upp. Trots detta har ekvationen lösningarna
{\displaystyle x=4,\quad x=-2+{\sqrt {3}}\quad {\textrm {och}}\quad x=-2-{\sqrt {3}}}.
Det var mysterier av detta slag som ledde matematiker till att så småningom introducera begreppet komplexa tal.
Många nutida läroböcker inom matematik för gymnasieskolan introducerar symbolen i som en av lösningarna till andragrads-ekvationen x2 + 1 = 0. Det var dock inte alls denna ekvation som ledde forna tiders matematiker att introducera komplexa tal, då de ansåg att ekvationen x2 + 1 = 0 var meningslös.

### del Ferros formel
Matematikern Scipione del Ferro (1465-1526), som var verksam vid universitetet i Bologna, kunde reducera varje tredjegrads-ekvation
{\displaystyle \ y^{3}+a_{2}y^{2}+a_{3}y+a_{4}=0\ }
till en tredjegrads-ekvation som saknar andragrads-term på samma sätt som ovan:
{\displaystyle \ x^{3}+px=q\ }
genom att sätta
{\displaystyle y=x-{\frac {a_{2}}{3}}},
vilket ger
{\displaystyle p=a_{3}-{\frac {a_{2}^{2}}{3}}} och {\displaystyle q={\frac {9a_{2}a_{3}-2a_{2}^{3}}{27}}-a_{4}}.
Första steget mot lösningen av ekvationen x3 + px = q består i att skriva det okända talet x som en summa av två tal: x = u + v. Detta ger oss ekvationen
{\displaystyle \ u^{3}+v^{3}+(3uv+p)(u+v)=q}
del Ferros idé var att skapa en ekvation som är bestämd av p och en ekvation som är bestämd av q. Han lade till villkoret att 3uv + p = 0 som ger följande ekvationssystem:
{\displaystyle {\begin{cases}u^{3}+v^{3}&=q\\3uv+p&=0.\end{cases}}}
Ekvationen 3uv + p = 0 gör att man kan skriva v som 
{\displaystyle v=-p/(3u).}
Om detta sätts in i ekvationen u3 + v3 = q så fås ekvationen
{\displaystyle (u^{3})^{2}-q\,u^{3}-p^{3}/27=0}
Denna andragrads-ekvation i variablen u3 har de två lösningarna
{\displaystyle u_{1}^{3}={\frac {q}{2}}+{\sqrt {{\frac {q^{2}}{4}}+{\frac {p^{3}}{27}}}}\quad {\textrm {och}}\quad u_{2}^{3}={\frac {q}{2}}-{\sqrt {{\frac {q^{2}}{4}}+{\frac {p^{3}}{27}}}}.}
Eftersom u kan bytas ut mot v i lösningen ovan kan v tas att vara den andra roten. Sambandet u3 + v3 = q ger oss slutligen en lösning till tredjegrads-ekvationen x3 + px + q = 0:
{\displaystyle \xi =u+v={\sqrt[{3}]{{\frac {q}{2}}+{\sqrt {{\frac {q^{2}}{4}}+{\frac {p^{3}}{27}}}}}}+{\sqrt[{3}]{{\frac {q}{2}}-{\sqrt {{\frac {q^{2}}{4}}+{\frac {p^{3}}{27}}}}}}.}
Det skall nämnas att del Ferro endast studerade ekvationer x3 + px = q med positiva koefficienter p och q. Sådana ekvationer har endast en reell lösning, vilket kan visas med hjälp av begreppet derivata och Bolzanos sats om mellanliggande värden.
Derivatan till funktionen f(x) = x3 + px - q är f’(x) = 3x2 + p vilket är ett positivt tal oavsett värdet på det reella talet x. Detta visar att funktionen f är strängt växande. Talet f(0) = -q är negativt, eftersom q är ett positivt tal. Vidare gäller att om väljer ett tal a som är tillräckligt stort, blir talet f(a) positivt. 
Eftersom funktionen f är kontinuerlig, säger Bolzanos sats om mellanliggande värden att funktionen f antar alla värden som ligger mellan talen -q och f(a). Speciellt antar funktionen värdet noll (0) för något värde x som ligger mellan talen 0 och a. Detta tal, x, är därför en lösning till ekvationen f(x) = 0, det vill säga x3 + px = q. Det faktum att funktionen f är strängt växande innebär att detta är den enda lösningen till tredjegrads-ekvationen.
Det är när man tillåter negativa koefficienter p och q i ekvationen x3 + px = q som intressanta saker inträffar med del Ferros formel.

### Härledning av de (möjligen) komplexa rötterna
Låt {\displaystyle \xi \,} vara den reella roten, {\displaystyle \xi =u+v,\,} till ekvationen {\displaystyle x^{3}+px=q.\,} Då kan polynomfunktionen {\displaystyle x^{3}+px-q\,} skrivas som en produkt 
{\displaystyle x^{3}+px-q=(x-\xi )(x^{2}+\xi x+p+\xi ^{2}).\,}
En kvadratkomplettering av andragradspolynomet {\displaystyle x^{2}+\xi x+p+\xi ^{2}\,} visar att
{\displaystyle x^{2}+\xi x+p+\xi ^{2}=\left(x+{\frac {\xi }{2}}\right)^{2}-\left(i\,{\sqrt {\frac {4p+3\xi ^{2}}{4}}}\right)^{2}.}
En tillämpning av konjugatregeln ger slutligen följande faktorisering av tredjegradspolynomet {\displaystyle x^{3}+px-q\,} i förstagradspolynom:
{\displaystyle (x-\xi )\left(x+{\frac {\xi }{2}}+i{\sqrt {\frac {4p+3\xi ^{2}}{4}}}\right)\left(x+{\frac {\xi }{2}}-i{\sqrt {\frac {4p+3\xi ^{2}}{4}}}\right).}
Denna faktorisering visar att tredjegradspolynomet {\displaystyle x^{3}+px-q\,} har tre distinkta reella rötter om {\displaystyle 4p+3\xi ^{2}<0\,}; Det har två distinkta reella rötter om {\displaystyle 4p+3\xi ^{2}=0\,}  och det har en reell rot och två distinkta komplexa rötter om {\displaystyle 4p+3\xi ^{2}>0.\,}

## Komplexa representationer av reella tal
Betrakta tredjegrads-ekvationen {\displaystyle x^{3}-15x=4} igen. del Ferros formel ger, med koefficienterna p = -15 och q = 4, resultatet
{\displaystyle x={\sqrt[{3}]{2+11{\sqrt {-1}}}}+{\sqrt[{3}]{2-11{\sqrt {-1}}}}.}
När man ser ett sådant svar, innehållande kvadratroten ur ett negativt tal, kan man lätt tro att ekvationens lösningar kommer att vara komplexa tal och att man borde ha varit noggrannare. I själva verket är det så att ekvationen 
{\displaystyle x^{3}-15\,x=4}
har tre reella lösningar:
{\displaystyle x=4,\quad x=-2+{\sqrt {3}}\quad {\textrm {och}}\quad x=-2-{\sqrt {3}}.}
Uttrycket
{\displaystyle x={\sqrt[{3}]{2+11{\sqrt {-1}}}}+{\sqrt[{3}]{2-11{\sqrt {-1}}}}=4}
är alltså ett av dessa tre tal. Vilket av dem det är, är mindre intressant; det intressanta är att vi här har ett exempel där uttrycket {\displaystyle {\sqrt {-1}}} är involverat i beskrivningen av ett reellt tal.